# Morti nel 1970/Settembre
| Questa pagina contiene informazioni ricavate automaticamente dalle voci biografiche con l'ausilio del template Bio e di un bot. L'aggiornamento è periodico e automatico e ricostruisce completamente la pagina. Se manca una persona in questa lista, sei pregato di non aggiungerla, ma accertati piuttosto che la sua voce biografica contenga il template Bio e che i dati anagrafici siano correttamente compilati. Se il template Bio manca, inseriscilo tu stesso o, in alternativa, metti l'avviso {{tmp\|Bio}} che ne segnala la mancanza. Se i dati riportati sono sbagliati, correggi direttamente la voce biografica; le modifiche saranno visibili in questa lista entro pochi giorni. Per chiarimenti vedi il progetto biografie. La lista contiene solo le 106 persone che sono citate nell'enciclopedia e per le quali è stato implementato correttamente il template Bio. Pagina aggiornata al 3 mar 2024. |

- 1º settembre - Tony Leach, calciatore inglese (n. 1903)
- 1º settembre - François Mauriac, scrittore, giornalista e drammaturgo francese (n. 1885)
- 1º settembre - Luigi Pantani, calciatore italiano (n. 1908)
- 1º settembre - Taira Shinken, artista marziale giapponese (n. 1897)
- 2 settembre - Nuccia Bongiovanni, cantante italiana (n. 1930)
- 2 settembre - Kiyoshi Hasegawa, ammiraglio giapponese (n. 1883)
- 2 settembre - Marie-Pierre Kœnig, generale e politico francese (n. 1898)
- 3 settembre - Frank Cervell, schermidore svedese (n. 1907)
- 3 settembre - Vasil Gendov, attore, regista e sceneggiatore bulgaro (n. 1891)
- 3 settembre - Thor Larsen, ginnasta norvegese (n. 1886)
- 3 settembre - Vince Lombardi, allenatore di football americano statunitense (n. 1913)
- 3 settembre - Louella Maxam, attrice statunitense (n. 1896)
- 3 settembre - Alan Wilson, chitarrista, cantante e armonicista statunitense (n. 1943)
- 4 settembre - Ottorino Luschi, fantino italiano (n. 1887)
- 5 settembre - Luigi Ingrassia, calciatore italiano (n. 1909)
- 5 settembre - Jesse Pennington, calciatore inglese (n. 1883)
- 5 settembre - Jochen Rindt, pilota automobilistico austriaco (n. 1942)
- 5 settembre - André Simon, scrittore francese (n. 1877)
- 6 settembre - Bertil Ohlson, multiplista svedese (n. 1899)
- 6 settembre - Charles Regamey, calciatore svizzero (n. 1910)
- 7 settembre - Giulio Gedda, compositore italiano (n. 1899)
- 7 settembre - Donald Baxter MacMillan, esploratore statunitense (n. 1874)
- 7 settembre - Arturo Maghizzano, attore teatrale italiano (n. 1905)
- 7 settembre - Nicola Perrotti, psicoanalista e politico italiano (n. 1897)
- 7 settembre - Laura Sawyer, attrice statunitense (n. 1885)
- 7 settembre - Arne Yven, calciatore norvegese (n. 1904)
- 8 settembre - Gaetano Arcangeli, poeta italiano (n. 1910)
- 8 settembre - Gentil Cardoso, allenatore di calcio brasiliano (n. 1906)
- 8 settembre - Pedro Cea, calciatore e allenatore di calcio uruguaiano (n. 1900)
- 8 settembre - Georges Lagouge, ginnasta francese (n. 1893)
- 8 settembre - Percy Spencer, ingegnere e inventore statunitense (n. 1894)
- 9 settembre - Ricardo Faccio, calciatore e allenatore di calcio uruguaiano (n. 1907)
- 9 settembre - Josef Pöttinger, calciatore tedesco (n. 1903)
- 10 settembre - Flavio Albizzati, politico, sindacalista e partigiano italiano (n. 1886)
- 10 settembre - Cy Denneny, hockeista su ghiaccio canadese (n. 1891)
- 10 settembre - Emil Röthong, ginnasta tedesco (n. 1878)
- 11 settembre - Tolomeo Faccendi, scultore italiano (n. 1905)
- 11 settembre - André Mangeot, violinista, imprenditore e docente francese (n. 1883)
- 11 settembre - Ernst May, architetto e urbanista tedesco (n. 1886)
- 11 settembre - Lucien Morisse, produttore discografico francese (n. 1929)
- 11 settembre - Chester Morris, attore statunitense (n. 1901)
- 11 settembre - Giuseppe Vaccaro, architetto italiano (n. 1896)
- 11 settembre - Pál Pusztai, fumettista, grafico e illustratore ungherese (n. 1919)
- 12 settembre - George Terwilliger, regista e sceneggiatore statunitense (n. 1882)
- 12 settembre - Christian Zervos, critico d'arte, storico e saggista francese (n. 1889)
- 14 settembre - Rudolf Carnap, filosofo, logico e esperantista tedesco (n. 1891)
- 14 settembre - Maria Ros, soprano spagnolo (n. 1891)
- 15 settembre - Johan Furstner, ammiraglio e politico olandese (n. 1887)
- 15 settembre - Eileen J. Garrett, parapsicologa irlandese (n. 1893)
- 16 settembre - Mauro De Mauro, giornalista italiano (n. 1921)
- 16 settembre - Pavel Nikolaevič Evdokimov, filosofo e teologo russo (n. 1901)
- 16 settembre - Antal Róka, marciatore ungherese (n. 1927)
- 16 settembre - Martti Salminen, cestista finlandese (n. 1915)
- 17 settembre - France Bevk, scrittore, poeta e traduttore sloveno (n. 1890)
- 17 settembre - Davey Brown, calciatore statunitense (n. 1898)
- 17 settembre - Désiré Keteleer, ciclista su strada belga (n. 1920)
- 18 settembre - Cesare Giardini, traduttore, scrittore e storico italiano (n. 1893)
- 18 settembre - Jimi Hendrix, chitarrista e cantautore statunitense (n. 1942)
- 19 settembre - Teodosio VI,  siriano (n. 1885)
- 19 settembre - Guglielmo Ferri, militare e politico italiano (n. 1907)
- 19 settembre - Kōstas Geōrgakīs, attivista greco (n. 1948)
- 19 settembre - Nicolae Goldberger, politico rumeno (n. 1904)
- 19 settembre - Johannes Heinrich Schultz, psichiatra e psicoterapeuta tedesco (n. 1884)
- 20 settembre - Alexandros Othonaios, generale greco (n. 1879)
- 21 settembre - Gilbert Brébion, calciatore francese (n. 1887)
- 21 settembre - Alessandro De Magistris, calciatore italiano (n. 1890)
- 21 settembre - Bakshish Singh, hockeista su prato indiano (n. 1929)
- 21 settembre - Adolf Wiklund, biatleta svedese (n. 1921)
- 22 settembre - Janko Alexy, scrittore e pittore slovacco (n. 1894)
- 22 settembre - Pietro Chiodi, filosofo e partigiano italiano (n. 1915)
- 22 settembre - Erich Ebermayer, scrittore, sceneggiatore e avvocato tedesco (n. 1900)
- 22 settembre - Paul Fritsch, pugile francese (n. 1901)
- 22 settembre - Alice Hamilton, medico statunitense (n. 1869)
- 22 settembre - Vojtěch Jarník, matematico ceco (n. 1897)
- 22 settembre - Erich Waschneck, regista, direttore della fotografia e produttore cinematografico tedesco (n. 1887)
- 23 settembre - Bourvil, attore, cantante e compositore francese (n. 1917)
- 23 settembre - Mariano Castillo, scacchista cileno (n. 1905)
- 23 settembre - Umberto De Martino, schermidore e dirigente sportivo italiano (n. 1906)
- 23 settembre - Veno Pilon, pittore e fotografo sloveno (n. 1896)
- 24 settembre - Angelo Bianchi, geologo e mineralogista italiano (n. 1892)
- 24 settembre - Angelo Rizzoli, imprenditore, editore e produttore cinematografico italiano (n. 1889)
- 25 settembre - Beulah Marie Dix, scrittrice, sceneggiatrice e commediografa statunitense (n. 1876)
- 25 settembre - Jefim Golyscheff, pittore, compositore e musicista ucraino (n. 1897)
- 25 settembre - Inez Haynes Irwin, scrittrice e giornalista statunitense (n. 1873)
- 25 settembre - Erich Maria Remarque, scrittore tedesco (n. 1898)
- 26 settembre - István Beneda, calciatore ungherese (n. 1904)
- 26 settembre - Lily Branscombe, attrice neozelandese (n. 1876)
- 26 settembre - Vincenzo Ciardo, pittore italiano (n. 1894)
- 26 settembre - Emilio Guano, vescovo cattolico e biblista italiano (n. 1900)
- 26 settembre - Pietro Sordi, aviatore italiano (n. 1894)
- 26 settembre - Emma Strada, ingegnera italiana (n. 1884)
- 27 settembre - Billy Kirton, calciatore inglese (n. 1896)
- 27 settembre - Jack Stirling, cestista statunitense (n. 1917)
- 28 settembre - Giuseppe Caraci, geografo e storico italiano (n. 1893)
- 28 settembre - John Dos Passos, scrittore, giornalista e saggista statunitense (n. 1896)
- 28 settembre - Mahmud Muntasser, politico libico (n. 1903)
- 28 settembre - Gamal Abd el-Nasser, politico e militare egiziano (n. 1918)
- 28 settembre - Riccardo Rosa, politico italiano (n. 1902)
- 29 settembre - Elmer Gainer, cestista statunitense (n. 1918)
- 29 settembre - Edward Everett Horton, attore statunitense (n. 1886)
- 30 settembre - Benedetto Aloisi Masella, cardinale italiano (n. 1879)
- 30 settembre - Galeno Ceccarelli, chirurgo italiano (n. 1889)
- 30 settembre - Sid Jordan, attore statunitense (n. 1889)
- 30 settembre - Karel Pešek, calciatore e hockeista su ghiaccio cecoslovacco (n. 1895)
- 30 settembre - Giuseppe Vingiano, scrittore e giornalista italiano (n. 1888)
- 30 settembre - Perc Westmore, truccatore britannico (n. 1904)